# Leucospis coxalis
Leucospis coxalis is een vliesvleugelig insect uit de familie Leucospidae. De wetenschappelijke naam is voor het eerst geldig gepubliceerd in 1885 door Kirby.